# المصنعة (شبام)

'

تعديل مصدري - تعديل

المصنعة هي إحدى قرى عزلة شبام بمديرية شبام التابعة لمحافظة حضرموت، بلغ تعداد سكانها 210 نسمة حسب تعداد اليمن لعام 2004.